# MOBA

Una generica mappa di un MOBA: le due basi (i due quadranti) sono collegate da tre strade, che sono difese dalle torri (i puntini). Sulla riga tratteggiata le unità rivali si scontrano.

I MOBA (acronimo di Multiplayer Online Battle Arena, in italiano letteralmente "Arena di Battaglia Multigiocatore online"), anche conosciuti come ARTS (abbreviazione di Action Real Time Strategy, in italiano "Azione Strategica in Tempo Reale"), sono un sottogenere dei videogiochi strategici in tempo reale. In una mappa chiusa, due squadre, arroccate nelle proprie basi (che contano diversi edifici e il quartier generale - "QG"), hanno l'obiettivo di distruggere il QG avversario e preservare il proprio: le due basi sono, nella maggior parte dei casi, collegate da tre strade, nelle quali sono posizionate due torri per squadra. Dalla base nascono delle unità controllate dal computer che, seguendo la strada nella quale sono nate, si scontreranno periodicamente contro le unità create dalla squadra avversaria. Il giocatore controlla solitamente una unità, o eroe (hero), con una visuale aerea tipica del genere strategico. Uccidendo gli altri giocatori, e i PnG avversari, guadagnerà Oro ed Esperienza; col primo potrà comperare oggetti che aumenteranno le sue statistiche, mentre con la seconda avanzerà di livello, sbloccando abilità nuove.
I più importanti titoli del genere sono League of Legends, Aeon of Strife (AoS), una mappa personalizzata di StarCraft, Defense of the Ancients (DotA), una mappa basata su AoS per Warcraft III: Reign of Chaos e per The Frozen Throne, e Dota 2.

## Storia
La mappa Aeon of Strife fu uno dei primi esempi del genere. Fu poi seguita da Defense of the Ancients, ispirata appunto alla prima, ma sviluppata per Warcraft III. La crescente popolarità di DotA portò allo sviluppo di numerosi aggiornamenti alla mappa originale, ma anche alla creazione di giochi differenti ispirati alla mappa di Warcraft III. Questi giochi sono spesso soprannominati come "DotA-style", "DotA-like", "DotA-Clone", "an AoS", "DotA-based".
Minions è un gioco sviluppato da The Casual Collective nel 2008 come un gioco online, usando Adobe Flash.
Demigod, un videogioco sviluppato da Gas Powered Games, fu il primo titolo indipendente del genere.
Il 27 ottobre 2008 fu annunciata la messa in vendita di un nuovo gioco MOBA sviluppato da Riot Games, intitolato League of Legends, che uscì lo stesso giorno dell'anno successivo (27 Ottobre 2009). Lo stesso Steve "Guins00" Freak, precedente designer della mappa popolare di Warcraft III: The Frozen Throne Dota Allstars, assieme a Steve "Pendragon" Mescon, l'amministratore dell'ex supporto ufficiale della mappa, fu coinvolto con la stessa Riot Games nello sviluppo di League of Legends, che si appresterà a diventare da lì a poco un fenomeno di massa.
Nel maggio 2010 la S2 Games pubblicò Heroes of Newerth.
Il 13 ottobre 2010, la Valve Corporation annunciò la sua entrata ufficiale nel genere, col seguito ufficiale di DotA, chiamato Dota 2. Però la Valve non denominò il proprio titolo come un MOBA, bensì come strategico d'azione in tempo reale (o ARTS, acronimo inglese che sta per "Action Real-Time Strategy").
Durante il BlizzCon 2010, l'Activision Blizzard annunciò ufficialmente il suo ingresso nella disputa dei MOBA/ARTS con la propria mappa, chiamata Blizzard DOTA, per StarCraft 2. Chris Sigaty, produttore di StarCraft 2, disse che Blizzard DOTA era "un riassunto del genere DOTA. Vi dà la possibilità di vedere alcuni degli eroi che abbiamo sviluppato, poiché ne abbiamo fatti alcuni che sono di altri marchi. Non solo eroi di StarCraft 2, stiamo lavorando anche a eroi di Diablo, abbiamo anche eroi di Warcraft e di StarCraft e combatteranno assieme". L'11 maggio 2012 la Blizzard annunciò che la mappa si sarebbe chiamata Blizzard All-Stars, dopo aver risolto una disputa con la Valve riguardo all'uso del marchio DOTA. Il 2 giugno 2015, Blizzard rilascia un proprio videogioco MOBA intitolato Heroes of the Storm, un crossover che include personaggi degli universi di Diablo, Warcraft, StarCraft e Overwatch.
Nel febbraio 2011, la Petroglyph Games annunciò Rise of Immortals, che sarà aggiunto come un gioco "free-to-play" su Steam nel settembre 2011. Mentre tutti questi titoli mantengono la visuale aerea tipica degli RTS, Smite e Monday Night Combat, sviluppati rispettivamente da Hi-Rez Studios e Uber Entertainment, saranno degli sparatutto in terza persona.
Nel dicembre 2012 fu pubblicato il primo MOBA per console, Guardians of Middle-earth. L'ambientazione è la Terra di Mezzo, dalla serie de Il Signore degli Anelli.
Un MOBA ambientato nell'universo DC Comics chiamato Infinite Crisis è stato pubblicato nel 2013.
Nel novembre 2014 fu pubblicato Vainglory, il primo MOBA competitivo eSport per Mobile (iOS/Android).